# Casatus (Mondkrater)
Casatus ist ein Einschlagkrater im äußersten Süden der Mondvorderseite, unmittelbar südlich des Kraters Klaproth, dessen Rand er teilweise überdeckt.
Der Kraterrand ist stark erodiert, das Innere bis auf den Nebenkrater C überwiegend eben.
Casatus hat sieben Nebenkrater:
| Buchstabe | Position           | Durchmesser | Link |
| --------- | ------------------ | ----------- | ---- |
| A         | 72,66° S, 37,89° W | 65 km       |      |
| C         | 72,24° S, 30,44° W | 17 km       |      |
| D         | 76,86° S, 43,36° W | 38 km       |      |
| E         | 77,25° S, 53,97° W | 44 km       |      |
| H         | 72,11° S, 21,65° W | 37 km       |      |
| J         | 74,31° S, 33,07° W | 21 km       |      |
| K         | 74,83° S, 40,73° W | 36 km       |      |

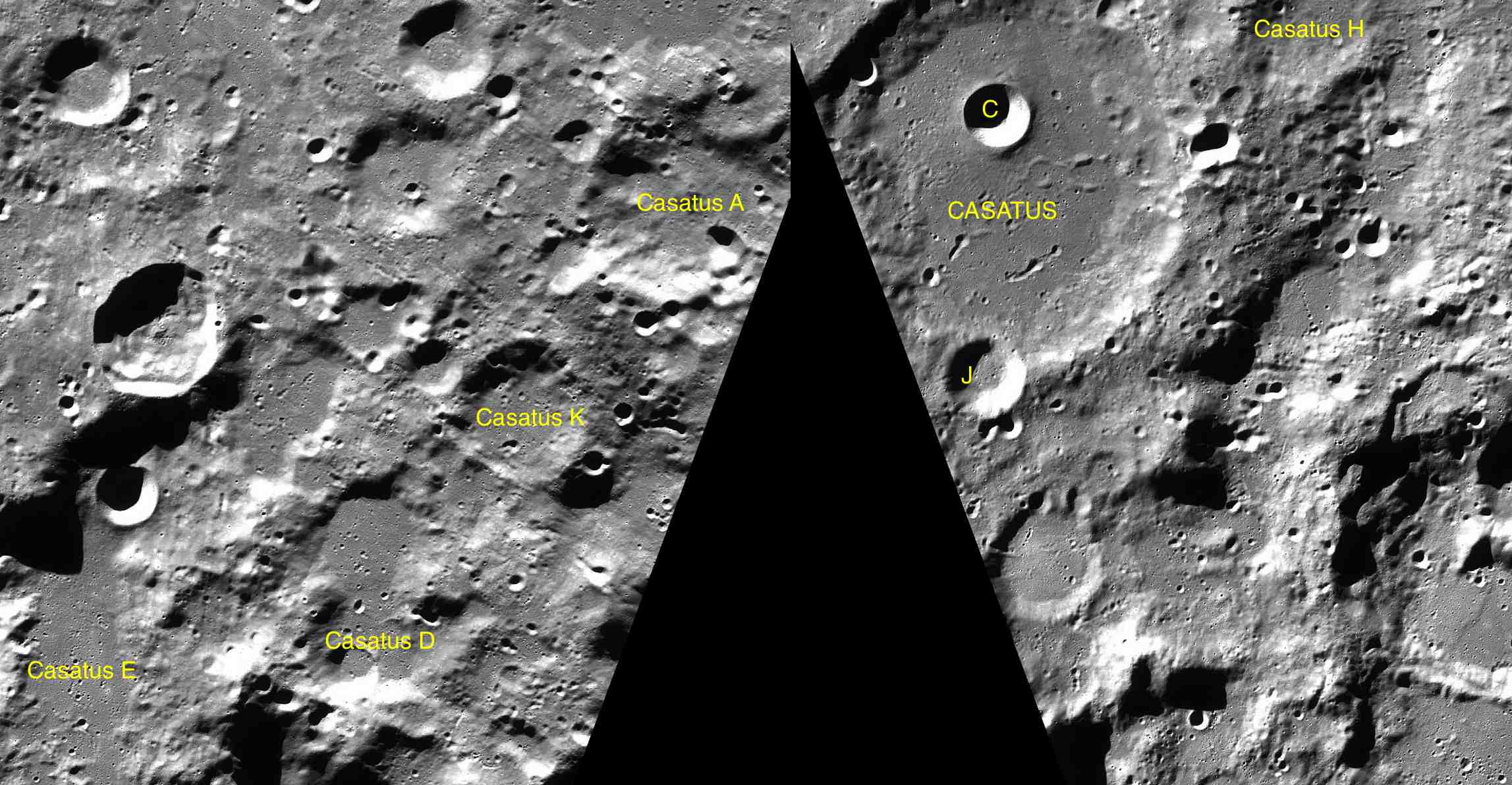
Casatus mit seinen Nebenkratern

Der Krater wurde 1935 von der IAU nach dem italienischen Jesuiten, Mathematiker und Astronomen Paolo Casati offiziell benannt.